# Религия и гомосексуальность
В данной статье рассматривается отношение различных религий к гомосексуальности.
Которые сильно различались в зависимости от времени и места, внутри и между различными религиями и конфессиями, в том что касается различных форм гомосексуализма и бисексуальности. Современные доктрины основных мировых религий и их деноминаций различаются по своему отношению к этим сексуальным ориентациям. Приверженность к антигейским религиозным убеждениям и сообществам, направленным против ЛГБТ, сопоставляются с распространенностью эмоциональных расстройств и склонностью к суициду среди представителей сексуальных меньшинств и является основной мотивацией для обращения за конверсионной терапией.
Гомосексуальные отношения рассматриваются в качестве греха в традиционных конфессиях иудаизма, христианства и ислама. Во второй половине XIX века, параллельно изменениям общественного сознания, начал протекать либеральный пересмотр отношения к гомосексуальности среди иудеев и христиан. В настоящее время некоторая часть христианских церквей и направлений в иудаизме отказались от традиционного взгляда на гомосексуальность. В классическом буддизме гомосексуальность определяется как неправильное сексуальное поведение.

## Точка зрения по конфессиям

### Христианство
Духовная традиция православия основана на взаимоотношениях крещеного члена церкви с его духовным отцом, который либо дарует, либо отказывает в доступе к таинствам. В результате доступ к таинствам для представителей LGBTQ+  может варьироваться в зависимости от отношения духовника. Существуют, и альтернативные псевдоправославные церкви и организации, не входящие в каноническую норму, которые открыто рукополагают женщин и LGBTQ+ людей. К ним относятся формирующаяся Православно-католическая церковь Америки, которая принимает «людей на основе любви, а не категорий», и  светская православная организация Axios,  спонсируюшая православные богослужения. В Москве 15 сентября 2007 года прошла первая служба поддерживающей ЛГБТ церкви действующей в полном соответствии с русской православной традицией.
Традиционное учение православия остаётся неизменным, гомосексуальность - грех. Это подтверждается каноническим толкованием на Писание и святоотеческим Преданием.
Тем не менее, в современной либеральной православной богословской литературе об гомосексуальности подразумевается, что Церковь может с полным правом пересмотреть свои традиционные толкования Писания в свете появляющейся информации, новых исторических обстоятельств и меняющихся интеллектуальных парадигм.
Аристотель Папаниколау в своих трудах, ставя работу Аласдэра Макинтайра об этике добродетели в один ряд с трудами Максима Исповедника об эросе и теозисе, Папаниколау разрабатывает этику, которая обходит многие стандартные церковные аргументы против включения ЛГБТ.
Аренцен и Пурпура в «Православной традиции» подводят итог состоянию исследований сексуальности и гендера с точки зрения теории квира и православного богословия. Затем ставят ряд вопросов: «Как Церковь может устранить свои собственные недостатки и построить новое доверие? Как Церковь может полноценно служить представителям сексуальных меньшинств?».
Спиридула Атанасопулу-Киприу идет по стопам англиканского теолога Сары Кокли, используя идеи Григория Нисского о девственности, сексуальности и восхождении души к Богу, чтобы предложить Церкви «изменить нашу точку зрения при оценке человеческих отношений». Она должна сосредоточиться не на «половой принадлежности тех, кто состоит в отношениях», а на том, «как они относятся друг к другу, к остальному творению и к Богу».
В июле 2022 года, Архиепи́скоп Елпидифо́р совершил первое в истории греческого православия крещение младенцев, усыновлённых гомосексуальной парой — он крестил двух младенцев, усыновлённых дизайнерами одежды Эванджело Бусисом и Питером Дундасом. Вахтанг Кипшидзе, заместитель председателя Синодального отдела по взаимоотношению церкви с обществом и СМИ, заявлял: «Что касается лиц, которые подвержены этому греху(гомосексуальности), то для них открыты возможности покаяния, духовного исцеления. Никто не отвергает их, как и других грешников, которые приходят в храм — воров, прелюбодеев, обжор. Любой человек может прийти в храм и принести свое раскаяние. Именно поэтому в спасении человека и человечества заключается христианское послание. Но это не означает, что церковь должна признавать нормальность греха» . Некоторые юрисдикции Православных Церквей, как, Православная церковь в Америке, или Коптская церковь Египта, придерживаются подхода, согласно которому приветствуются люди с «гомосексуальными чувствами и эмоциями».
Опрос Pew Research Center 2017 года показал, что большинство православных христиан в странах Восточной Европы и бывшего СССР считают, что гомосексуальность «не должна быть принята»; лишь 45 % православных христиан в Греции и 31 % в США ответили так же.. В статье 2022 году протоиерей Джон Уайтфорд писал, что в православной церкви есть люди, открыто продвигающие LGBTQP повестку, хотя это было немыслимо ранее. По мнению Уайтфорда, это активное меньшинство, которое пытается убедить людей, что их оппоненты являются меньшинством, и ими движет только ненависть.
На протяжении всей христианской истории гомосексуальные отношения рассматривались в христианстве как грех, а его причина (как вообще причина любого греха) объяснялась повреждением человеческой природы и её склонностью ко греху после грехопадения. Такой взгляд на гомосексуальные отношения содержится в официальной позиции Католической Церкви, Православных поместных и Древневосточных Церквей и большинства Протестантских Церквей. В православии и особенно католичестве присутствуют богословы, которые оспаривают официальное церковное осуждение гомосексуальных отношений.
В настоящее время среди протестантских конфессий нет былого единства во взглядах на вопросы гомосексуального поведения и гомосексуальных наклонностей. Большинство Протестантских Церквей, в том числе Церковь адвентистов седьмого дня, большинство Баптистских, Методистских, и Пятидесятнических церквей) придерживаются традиционной для христианства взгляда на гомосексуальное поведения как одно из проявлений греховности человеческой природы. Некоторые протестантские религиозные организации в Западной Европе, Северной Америке и Океании заявили о непризнании гомосексуального поведения греховным.
Религиозными объединениями, которые не признают гомосексуальные отношения греховными, являются: Церковь Швеции, Церковь Дании, Церковь Исландии, Протестантская церковь Нидерландов, Евангелическая церковь Германии, Объединённая церковь Канады, Епископальная церковь США, Евангелическая лютеранская церковь в Америке, Объединенная Церковь Христа, Метропольная общинная церковь, большинство старокатолических и лютеранских церквей и либеральные квакеры. Существуют также такие отдельные церкви среди баптистов, пятидесятников и в других конфессиях.
Краткое изложение попыток сделать известные библейские толкования менее буквальными, более приемлемыми и менее осуждающему духу практикующих гомосексуалистов можно найти в свободно расспространенной книге Андреса Гиони, первого в мире бывшего священника, вступившего в однополый брак: «Так много любви потрачено впустую. Как быть христианином и гомосексуалистом, не умирая»".

### Святые последних дней
Всем, включая тех, кто участвуют в однополых  отношениях, разрешается посещать еженедельные богослужения в Церкви Иисуса Христа святых последних дней (Церковь СПД). Церковь СПД ранее учила, что гомосексуальность является излечимым заболеванием, и советовала прихожанам, что они могут и должны изменить свои пристрастия, а также проводила терапию и программы с этой целью.  В церковных публикациях теперь утверждается, что церковные терапевтические службы больше не проводят мероприятия по изменению сексуальной ориентации, и у церкви нет официальной позиции по поводу причин гомосексуальности. 

### Универсализм
Унитарианский универсализм и Унитарианская универсалистская ассоциация (UUA) имеют давнюю традицию приветствовать представителей ЛГБТ. Первым священнослужителем любой религии в США или Канаде, принявшим духовный сан, был преподобный Джеймс Столл в 1969 году. С 1970 года в UUA принимаются резолюции в поддержку людей независимо от их сексуальной ориентации, а с 1989 года действует популярная программа превращения в «Общину гостеприимства». UUA официально поддерживает духовенство UUA, совершающее брачные обряды между однополыми парами с 1984 года, и поддерживает однополые браки с 1996 года.
Канадский унитарианский совет (CUC) аналогичным образом управляет группой мониторинга гендерного и сексуального разнообразия и, как и UUA (от которого он стал автономным в 2002 году), имеет доброжелательные общины. Канадские унитарианские универсалистские конгрегации заключают однополые браки, и CUC поддерживает эту работу через свою программу капелланства среди мирян.

### Гуманизм
Гуманизм — это нерелигиозный, нетеистический подход к жизни, который поддерживает полное равенство представителей LGBTQ,  включая право на вступление в брак. Гуманизм и его стремления, изложение гуманистических принципов Американской Ассоциации Гуманистов, гласит, что «гуманисты — это мы заботимся о благополучии всех, стремимся к разнообразию и уважаем тех, кто придерживается различных, но гуманных взглядов... работать над обеспечением равного осуществления прав человека и гражданских свобод в условиях открытого, светское общество и поддерживать его — это гражданский долг участвовать в демократическом процессе и планетарный долг защищать целостность, разнообразие и красоту природы безопасным и устойчивым образом». Американская ассоциация гуманистов присуждает премию «Гордость ЛГБТ-гуманистов» и финансирует инклюзивный ЛГБТ-проект: выпускной бал в сельскохозяйственной средней школе округа Итавамба в Миссисипи. Организация «ЛГБТ-гуманисты Великобритании» — некоммерческая организация, базирующаяся в Соединённом Королевстве, которая проводит кампании в поддержку лесбиянок, геев, равенство бисексуалов и трансгендеров (ЛГБТ) и права человека, а также пропагандирует гуманизм как этическое мировоззрение. Ранее это была независимая группа, но с 2012 года она является частью благотворительной организации Humanists UK. В 2009 году они вручили Стивену Фраю награду «за его заслуги в области гуманизма и защиты прав геев».
Исполнительный директор Гуманистов Великобритании Эндрю Копсон, который является геем, однажды написал, что «гуманисты всегда были защитниками прав ЛГБТ», и сослался на многолетнюю кампанию своей организации за декриминализацию и равноправие ЛГБТ в Великобритании, включая легализацию однополых браков. Он отметил большое количество представителей ЛГБТ-сообщества в движении, включая Стивена Фрая, Кристиана Джессена и Питера Тэтчелла, а также исторические связи с гуманизмом, такие как писательница Вирджиния Вульф и Э.М. Форстер. В заявлении Международного союза гуманистов и этиков, сделанном после стрельбы в ночном клубе Орландо, Копсон, президентом которого также является, пошёл дальше, заявив, что «гуманизм — это главный, давний и непоколебимый союзник LGBTI людей во всём мире».

### Ислам
Некоторые последователи либеральных движений в исламе выступают за пересмотр традиционных представлений и отстаивают современное прочтение Корана, включая отношение к гомосексуальности. Они считают, что гомосексуальность не должна рассматриваться в качестве греха, выступают против юридического преследования гомосексуалов, а также за их дестигматизацию в исламской хамартиологии и в обществе в целом. Согласно их представлениям, возможно быть истинными мусульманами и в то же время оставаться геями или лесбиянками.
Имам Даайи Абдулла, утверждает, что существующий взгляд на гомосексуальность среди мусульман основан на традиции, а не на толковании Священных Писаний. Абдулла создал мечеть ЛГБТQ+, известную как мечеть «Свет Реформы», чтобы, обеспечить членов сообщества ЛГБТQ+ свадебными церемониями. Абдулла также основал Институт Мекки, в попытке открыть по меньшей мере 50 мечетей, дружественных ЛГБТQ+ к 2030 году.
Существуют организации, отстаивающие такие точки зрения, к примеру: международная организация «Аль-Фатиха»,  «Имаам»,  «Мусульмане за прогрессивные ценности» (Muslims for Progressive Values; организация, образованная после раскола её предшественницы — «Прогрессивного исламского союза»).
Альянс мусульман за сексуальное и гендерное разнообразие — поддерживает, расширяет возможности и объединяет ЛГБТQ мусульман. Она направлена на «повышение признания гендерного и сексуального разнообразия в мусульманских общинах».
Инициатива Инклюзивной Мечети — общественная активистская организация, которая, работает над «созданием места поклонения для продвижения и практики инклюзивного ислама».
Мусульмане за Прогрессивные Ценности (MПЦ) — это «основанная на вере, массовая правозащитная организация, которая, воплощает и защищает традиционные коранические ценности социальной справедливости и равенства для всех в 21 веке».
В мусульманском мире отношение к ЛГБТ-людям варьируется в зависимости от общества и убеждении отдельного мусульманина, хотя и в настоящее время является скорее негативным.
Гомосексуальность в исламе, согласно соборному мнению богословов, является запретной. Основанием для подобного решения служит кораническая притча о народе Лута (Содом и Гоморра), который прогневал Аллаха за то, что они использовали в страсти мужчин вместо женщин (аль-А‘раф 7:81). Вместе с тем, в исламе отсутствует целостная концепция гомосексуальности, включающая в себя не только мужеложество, но и платонические отношения. Гомосексуальность обычно рассматривается в виде отдельных её проявлений. Так, в суннитском исламе анальный секс является безусловно запрещённым вне зависимости от того, какого пола партнёры им занимаются.

### Иудаизм
B 1970-х годах некоторые раввины, выдвинули новые подходы к феномену гомосексуальности и предложили новое отношение ортодоксальной еврейской общины к гомосексуальности своих членов. Более близкое знакомство с последними социологическими, психологическими, медицинскими и биологическими исследованиями, так же как и личные контакты с евреями-гомосексуалами, придерживающимися ортодоксального иудаизма, привело некоторых современных ортодоксальных еврейских лидеров к иной позиции
Реконструктивистский иудаизм рассматривает гомосексуальность как нормальное выражение человеческой сексуальности и приглашает геев и лесбиянок, бисексуалов и транссексуалов присоединяться к реконструкционистским общинам и полноценно участвовать во всех аспектах жизни общин.
Реконструктивистский раввинский колледж (иешива) принимает геев, лесбиянок, бисексуалов и транссексуалов на свои раввинские и канторские программы обучения наравне с гетеросексуалами. Ассоциация реконструктивистских раввинов (АРР) поощряет своих членов проводить церемонии однополых бракосочетаний, однако не требует от своих членов обязательно делать это, оставляя этот вопрос на личное усмотрение каждого раввина.
В 2007 году, Реконструкционистская раввинская ассоциация избрала президентом раввина Тобу Спитцера, первого открытого ЛГБТ-человека, избранного главой раввинской ассоциации в Соединённых Штатах. В 2011 году Сандра Лоусон стала первой открытой гомосексуалисткой-раввином афроамериканкой и первая афроамериканка принятая в Реконструкционистский раввинский колледж; она была рукоположёна в июне 2018 года, что сделало её первой в мире открытой раввинкой-гомосексуалкой и чернокожей раввинкой.
Лайонел Блу был первым британским раввином, публично объявившим себя геем, что он и сделал в 1980 году. Аллен Беннетт стал первым открытым раввином-геем в Соединённых Штатах в 1978 году. В 2013, Реконструкционистская раввинская ассоциация избрала в качестве президента Джейсона Кляйна, который стал первым открытым гомосексуалом, избранным как глава национальной раввинской ассоциации, одной из основных иудейских деноминаций в Соединённых Штатах.
В 2015 году раввина Дэвида Эджер стала первой открытой гомосексуальной женщиной-президентом Центральной конференции американских раввинов, крупнейшей и старейшей раввинской организации Северной Америки
Тема гомосексуальности в иудаизме восходит к библейской книге Левит, которая грозит смертной казнью мужчине, который «возляжет с мужчиною как с женщиною». Сама тяжесть предлагаемого Торой наказания может отражать серьёзность, с которой однополые сношения воспринимались в библейские времена. Законоучители Талмуда постановили, что с разрушением Храма (в 70 году н. э.) Синедрион утратил право приговаривать к смертной казни.
Исторически преобладающей точкой зрения среди приверженцев иудаизма было восприятие гомосексуальных контактов как греховных. Традиционно текст Торы толковался, как запрет на любую гомосексуальную половую активность. Однако эта точка зрения в последнее время стала подвергаться сомнению во многих «модернизированных» течениях иудаизма (например, реформистский иудаизм, реконструктивистский иудаизм и консервативный иудаизм, хотя в последнем случае не разрешается анальный секс).

### Индуизм
В индуизме нет центрального авторитета, поэтому различные индуистские секты и течения занимали и занимают различные позиции по отношению к гомосексуальности.
В ранних ведийских священных текстах, включая Ригведу однополые отношения и разнообразные сексуальные практики упоминаются без явного осуждения. Камасутра, написанная около 150 г. до н. э, содержит отрывки, описывающие евнухов или мужчин «третьего пола», занимающихся оральным сексом с мужчинами. С развитием брахманизма выражения однополой любви начали подавляться. Некоторые более поздние индуистские тексты, такие как «Ману-смрити», предусматривают наказания за мужские гомосексуальные акты. Под влиянием британского колониального законодательства в Индии были введены более жесткие запреты на гомосексуальные действия, которые предусматривали наказание до пожизненного заключения за гомосексуальные акты.
В 2009 году, после декриминализации гомосексуальных отношений в Индии, Индуистский совет Великобритании  выступил с заявлением, что «индуизм не осуждает гомосексуальность».

### Конфуцианство
Конфуцианство, будучи в первую очередь социальной и политической философией, мало уделяло внимания сексуальности; Однако, подчеркивала мужскую дружбу, и Луис Кромптон утверждал, что «близость связи учитель-ученик, которую она поддерживала, возможно, незаметно способствовала гомосексуализму». Гомосексуализм не упоминается в «Аналектах Конфуция»

### Буддизм
Гомосексуальные отношения исторически были присущи буддийским культурам Японии и Китая (о чём свидетельствуют, в частности, христианские миссионеры). Современные буддийские учителя, как правило, призывают к терпимости и толерантности в отношении гомосексуалов. Ряд учителей поддерживает допустимость однополых отношений для мирян-гомосексуалов.
Известный американский буддолог Александр Берзин считает, что древние тексты тибетского буддизма, которые осуждают гомосексуальные отношения, написаны с точки зрения гетеросексуалов и применять их к гомосексуалам (для которых однополые акты являются единственной формой сексуальной активности), неправильно. Он также ссылается на мнение Далай-ламы XIV, который поднимает вопрос пересмотра таких текстов с учётом современных знаний.
В классических положениях буддизма гомосексуальность определяется как неправильное сексуальное поведение.
Далай-лама Тендзин Гьяцо, неоднократно касавшийся этого вопроса в своих книгах и интервью, полностью поддерживает традиционную оценку гомосексуального секса, придерживаясь того взгляда, согласно которым любые типы сексуального соития, отличные от естественного порядка «пенис-вагина», будь то анальный, оральный секс или же мастурбация, ведут к неблагим последствиям: «Даже если вы делаете это с собственной женой, через её рот или любое другое отверстие, это — неблагое сексуальное поведение. Использовать при этом собственную руку — тоже будет неверным сексуальным поведением».

### Сикхизм
В Священных писаниях сикхов Гуру Грант Сахиб брак рассматривает как союз душ. В сикхизме душа не имеет пола, а внешний облик человека (мужчины, женщины) — это временное состояние. Сторонники однополых браков ссылаются на этот факт.
В сикхизме нет конкретных учений о гомосексуализме, а в священном писании сикхов «Гуру Грант Сахиб» прямо не упоминается гетеросексуальность, гомосексуализм или бисексуальность. Универсальная цель сикхов — не испытывать ненависти или враждебности к любому человеку, независимо от таких факторов, как раса, каста, цвет кожи, вероисповедание или пол.
Тем не менее, взгляд, основанный на Гурбани, полагает, что в сикхизме брачные обряды не гетеросексуальных пар, не имеют религиозного смысла:
...... многое в учении сикхов представлено в виде метафор из семейной жизни. Даже поклонение Богу рассматривается с точки зрения самых тесных отношений, которые только могут постичь люди, — отношений между мужчиной и женщиной. В сикхизме гетеросексуальные отношения считаются священными; честная семейная жизнь — описывается как первейший долг — основная религия людей.
— Dr I J Singh “Same Sex Unions”
Пропасть между сторонниками и противниками прав ЛГБТ становится все более очевидной, создавая в значительной степени разрыв между консерваторами старшего поколения и молодыми либералами. Многие сикхи считают, что нет ничего плохого в том, чтобы быть представителем ЛГБТ сообщества или поддерживать права ЛГБТ в целом, включая и однополые браки Эти ситхи верят, что взгляды некоторых проповедников на Акал Тахт ошибочны.
Некоторые люди используют Интернет для обсуждения гомосексуальности в обществе. Сикх Манджиндер Сингх описывает свой опыт сикхского гомосексуального мужчины, используя свою собственную платформу на YouTube для охвата более широкой аудитории в попытке наладить диалог в сообществе, который начинается с определения того, что значит быть квир-личностью. В одном из своих видеороликов он беседует со своей матерью о гомосексуальности на пенджабском языке. Это видео объясняет, что значит быть геем, лесбиянкой, бисексуалом и трансгендером в Пенджабе, и предназначено для аудитории, которая не обязательно понимает различия в сексуальной и гендерной идентичности. Другие известные сикхские звезды YouTube, такие как канадский сикхский комик Джюс Рейн (Джасмит Сингх) и Лилли Сингх открыто заявили о своей поддержке прав ЛГБТ. Действительно, Лилли Сингх объявляла о своей бисексуальности на YouTube.

### Вера Бахаи
Требуя честности во всех вопросах морали, будь то сексуальные или иные, учение Бахаи также понимает человеческие  слабости и учит терпимости и пониманию в отношении человеческих недостатков. В этом контексте относиться к гомосексуалистам с предубеждением противоречило бы духу учения Бахаи.
Высшим руководящим учреждением веры Бахаи является Всемирный Дом Справедливости, впервые избранный в 1963 году, который более подробно писал о гомосексуальности. Например, они разъяснили, что бахаи не должны относиться к гомосексуалистам с презрением или предубеждением и не должны пытаться навязывать обществу свои стандарты.
Духовная основа практики бахаи исходит из трудов основателя веры Бахауллаха (1817-1892). Позиция бахаи в отношении гомосексуальности была подробно изложена Шоги Эффенди, правнуком Бахауллы, который был назначен главой религии с 1921 по 1957 год, оставившего членство в бахаи открытым для всех, независимо от сексуальной ориентации. Эта позиция оставляет ЛГБТ-бахаи возможность попытаться заключить брак смешанной ориентации с представителем противоположного пола.
Учение Бахаи гласит, что бахаи не должны относиться к гомосексуалам как к осужденным изгоям и ожидать, что люди, которые не являются бахаи, будут следовать законам Бахаи. Писания Бахаи учат своих последователей относиться ко всем с уважением и достоинством и избегать дискриминации и социальной нетерпимости по отношению к гомосексуалистам.
Таким образом, членство в общине Бахаи открыто для приверженцев лесбиянок и геев. Возможность гражданских однополых браков была упомянута в письме Всемирного Дома Справедливости от 2010 года как общественная проблема, которая не относится к учению Бахаи, которой бахаи «не будут ни поощрять, ни противодействовать».

### Религии Восточной Азии
Среди восточно-азиатских религии, таких как даосизм, страстное гомосексуалистское самовыражение обычно не поощряется, поскольку как считается, оно не приводит к самореализации человека

#### Дао Мау
Во Вьетнаме, многие представители ЛГБТ находят безопасное сообщество в рамках религии «Дао Мау», которая является поклонением богу-матери Многие ЛГБТ-представители выступают в качестве медиумов во время ритуалов «Дао Мау».

#### Бирманская народная религия
Многие Нат Кадавс в традиционной бирманской народной религии являются членами ЛГБТ-сообщества.

#### Китайская народная религия
Туэр Шен, также известный как Бог-кролик, является китайским божеством-геем.  В 2006 году Лу Вэймин основал храм для поклонения Туэр Шэню и даосизму в районе Юнхэ в Новом городе Тайбэй на Тайване. Около 9000 паломников посещают храм каждый год, молясь о подходящем (однополом) мужском партнёре. В храме Вэй-мин также проводятся любовные церемонии для однополых пар. Это единственное в мире религиозное святилище для гомосексуалистов.

#### Синтоизм
Исторически сложилось так, что у синтоизма «не было особого кодекса морали и, похоже, секс рассматривался как естественное явление, которым можно наслаждаться с небольшими ограничениями». Хотя верования синтоистов разнообразны, японский синтоизм не осуждает гомосексуальность,  и официально организованная секта Конкоке полностью это подтверждает. Многочисленные лидеры синтоизма выступали в поддержку однополых браков на Гавайях.

### Язычество

#### Радикальные феи
Радикальные феи — это всемирное квир- духовное движение, основанное 1979 году в Соединённых Штатах.

#### Культ Викка
Викканский собор Богини, один из самых известных текстов в неоязычестве, гласит словами Богини: «все акты любви и удовольствия — это мои ритуалы». В традиционных формах викки, таких как гарднерианская и александрийская викка, магия часто совершается между мужчиной и женщиной, а «Великий обряд» — это сексуальный ритуал, совершаемый между священником и жрицей, представляющими Бога и Богиню; однако обычно это не рассматривается как исключительно гетеросексуальный акт, и гомосексуалисты не исключаются, как и возможность магии между однополыми парами.

### Мексиканская народная религия
Санта Муэрте почитается и считается святой и защитницей ЛГБТ-сообщества в Мексике, поскольку LGBTQ+ люди считаются изгоями в католической церкви. Многие представители LGBTQ+ просят ее о защите от насилия, ненависти, болезней и помочь им в поисках любви. На ее заступничество часто ссылаются во время церемоний однополых браков, проводимых в Мексике. Ныне не существующая церковь Санта-Муэрте, признавала однополые браки и проводила религиозные церемонии бракосочетания для гомосексуальных пар.

### Сатанизм
Две основные сатанинские традиции, Храм сатаны и Церковь сатаны, подчеркивают право человека на свободное сексуальное самовыражение. Люсьен Гривз, представитель Сатанинского храма, заявил, что Храм «всегда будет бороться… до смерти, чтобы гарантировать равные права для гей-сообщества».

### Новые религиозные движения

#### Антуанизм
Антуанизм, новое религиозное движение, основанное в Бельгии в 1910 году, не дает никаких рекомендаций по таким вопросам, как сексуальность, поскольку считает, что это не связано с духовностью; гомосексуальность не считается грехом, и нет ничего плохого в том, чтобы быть геем и антуанистом.

#### Эканкар
Эканкар, новое американское религиозное движение, основанное Полом Твитчеллом в 1965 году, сообщает на своем веб-сайте, что «там, где это признано законом, однополые браки заключаются в форме Свадебной Церемонии ЭКК, рукоположенными служителями Экканкара».

#### Неодруидизм
Орден бардов, Оватов и друидов — это всемирная организация, занимающаяся практикой, обучением и развитием современного друидизма и насчитывающая более 25 000 членов в 50 странах. Орден поддерживает ЛГБТ в рамках более широкой программы поддержки гражданских прав, любви к справедливости и любви ко всему сущему. 73,6% респондентов-друидов назвали себя гетеросексуалами, 16,2% — бисексуалами, 3% — геями и 1,5% — лесбиянками. Это отражает большую долю гетеросексуалов, чем в более широком американском языческом сообществе.

## Региональные различия
Отношение к гомосексуальности среди верующих в разных странах может быть очень разным. Наиболее интенсивные социологические исследования в этой области проводятся в США, где последние годы происходят бурные дискуссии по поводу отношения к гомосексуальности и, в частности, по поводу возможности или недопустимости однополых браков.
Рядом представлены результаты исследования мнений представителей различных религиозных конфессий США в 2007 году. Исследование проводилось Исследовательским центром Pew Research Center. Участникам опроса задавался вопрос: «Какое утверждение лучше всего соответствует вашей личной точке зрения?»
- «Да» — Образ жизни гомосексуалов должен быть принят обществом.
- «Нет» — Образ жизни гомосексуалов обескураживает (его следует избегать).
- Другое — Ни то, ни другое / Оба вместе / Спонтанные ответы вне предложенных вариантов.
- Н. О. — Нет ответа / «Не знаю».
- Доля — Доля населения религиозной традиции (нет в вышеуказанном источнике, источник: www.america.gov)

| Конфессии                      | Да | Нет | Другое | Н. О. | Сумма | Доля |
| ------------------------------ | -- | --- | ------ | ----- | ----- | ---- |
| Суммарно                       | 50 | 40  | 5      | 5     | 100   | 99,2 |
| Евангельские христиане         | 26 | 64  | 5      | 5     | 100   | 26,3 |
| Протестантский мейнстрим (США) | 56 | 34  | 6      | 5     | 100   | 18,1 |
| Церкви чернокожих              | 39 | 46  | 6      | 8     | 100   | 6,9  |
| Католицизм                     | 58 | 30  | 5      | 7     | 100   | 23,9 |
| Мормонизм                      | 24 | 68  | 5      | 3     | 100   | 1,7  |
| Православие                    | 48 | 37  | 7      | 8     | 100   | 0,6  |
| Свидетели Иеговы               | 12 | 76  | 6      | 5     | 100   | 0,7  |
| Другие христиане               | 69 | 20  | 6      | 5     | 100   | 0,3  |
| Иудаизм                        | 79 | 15  | 3      | 3     | 100   | 1,7  |
| Ислам                          | 27 | 61  | 5      | 7     | 100   | 0,6  |
| Буддизм                        | 82 | 12  | 2      | 4     | 100   | 0,7  |
| Индуизм                        | 48 | 37  | 3      | 11    | 100   | 0,4  |
| Другие конфессии               | 84 | 8   | 4      | 3     | 100   | 1,2  |
| Вне конфессий                  | 71 | 20  | 5      | 5     | 100   | 16,1 |

#### Африканские религии

##### Кандомбле
В Кандомбле, синкретической религии, широко распространена (хотя и не всеобщая) поддержка прав геев, многие члены являются представителями ЛГБТ и проводятся однополые браки..  В Кандомбле гомосексуальность обычно принимается и объясняется полом человека ориша. Гомосексуальность была бы более вероятна у мужчины с оришей женского пола, у женщины с оришей мужского пола или у любого из них с андрогинной оришей (такой как Олокун).

##### Гаитянское Вуду
Гомосексуальность религиозно приемлема в гаитянском Вудy. Лва или лоа (духи) Эрзули Дантор и Эрзули Фреда часто ассоциируются и рассматриваются как защитники странных людей. Лао Геде Нибо иногда изображается как женоподобный трансвестит и вдохновляет тех, в ком он обитает, на похотливую сексуальность всех видов.
В гаитянском Воду и луизианском Вуду существует большое количество лва (духов или божеств). Эти лвамогут рассматриваться как семейства индивидуумов или как единое целое с различными аспектами, связанными с определенными сферами жизни.
Некоторые лва особенно связаны с магией, почитанием мертвых или смерти, например, Геде и Бавон. Некоторые из них также особенно ассоциируются с трансгендерной идентичностью или однополыми отношениями. К ним относится Геде Нибо, дух, заботящийся о тех, кто умирает молодым. Иногда он изображается как женоподобный драг-квин и вдохновляет тех, в кого вселяется, на развратную сексуальность всех видов, особенно на трансгендерное или лесбийское поведение женщин. Родители Геде Нибо — барон Самеди и маман Бриджит; барон Самеди — лидер Геде и Бавон и изображается как бисексуальный дaнди или иногда трансгендер, носящий шляпу и фрачный плащ вместе с женской юбкой и туфлями. Самеди склонен к «развратным движениям», которые пересекают гендерные границы, а также подразумевают жажду анального секса.
Другие Бавоны, демонстрирующие гомосексуальное поведение, — барон Ланди и барон Лимба, которые являются любовниками и преподают в своей школе гомоэротическую борьбу нагишом, которая, как считается, повышает магическую потенцию. Барон Уа-Уа, который часто проявляется в детском облике, был назван бароном, «наиболее тесно связанным с гомосексуальностью», практиками Вуду.
Другой дух, Эрзули, ассоциируется с любовью, чувственностью и красотой. Эрзули может проявлять аспекты, связанные с ЛГБТ, включая черты трансгендера или амазонки, в дополнение к традиционно женскому облику. При вселении в мужчин эти аспекты могут привести к трансгендерному или гомоэротическому поведению, в то время как у женщин они могут привести к лесбиянству или антимужским настроениям. Эрзули Фреда считается защитницей мужчин-геев, а Эрзули Дантор ассоциируется с лесбиянками.

##### Сантерия
Практикующие Сантерию, в основном проживающие на Кубе, обычно (хотя и не повсеместно) приветствуют представителей ЛГБТ и вовлекают их в религиозные или ритуальные мероприятия..
В одной из мифологических историй кубинской сантерии «патаки» морская богиня Йемаха обманом вовлекается в кровосмесительный секс со своим сыном Шанго. Чтобы скрыть свой стыд за это событие, она изгнала двух других своих сыновей, Инле и Аббату, жить на дне океана, дополнительно вырезав Инле язык, а Аббату сделав глухим. В результате изоляции и одиночества Инле и Аббата становятся страстными друзьями, а затем и любовниками, способными к настоящему общению. Эта патаки используется для объяснения происхождения инцеста, немоты и глухоты в дополнение к гомосексуальности. 

##### Умбанда
Также являясь бразильской синкретической религией, дома Умбанда в целом поддерживают права ЛГБТ и заключают однополые браки.

#### Доколониальные религии индейцев Северной и Южной Америки
Рисунок Джорджа Кэтлина (1796-1872), сделанный им на Великих равнинах среди племени саков и лисиц. Художник Джордж Кэтлин, не являющийся коренным жителем Аляски, назвал картину «Танец под бердаче», на которой изображена группа мужчин-воинов, танцующих вокруг мужчины в женском платье. Во многих странах соблюдались церемониальные, религиозные и социальные роли для представителей коренных американцев и первых наций, не соответствующих гендерным нормам, и эти роли существуют до сих пор. Гомосексуалисты и представители других гендерных групп были также распространены в религиозных практиках цивилизации Латинской Америки до завоевания, такие как ацтеки, майя, кечуа, моче, сапотеки и тупинамба в Бразилии, были приняты в их различных религиях.
Важно отметить, что коренные народы Северной и Южной Америки включают в себя сотни культур с различными взглядами на пол, гендерную принадлежность и духовность. Кроме того, взгляды коренных народов на гендер и сексуальность могут не соответствовать современным западным представлениям о поле и гендерной принадлежности.

#### Филиппинские народные религии
Филиппинские шаманы, часто известные как бабайлан, занимали руководящие посты, в качестве религиозных лидеров или целителей в некоторых доколониальных филиппинских обществах.  Почти всегда это были женщины или феминизированные мужчины (асог или байок). Переодетые или не соответствующие гендерному признаку мужчины иногда брали на себя роль женщин-бабайланов  Ранние исторические источники сообщают о существовании мужчин-бабайланов, которые носили женскую одежду и вели себя как женщины. Анатомия была не единственной основой для определения пола. Принадлежность к мужскому или женскому полу зависела в первую очередь от рода занятий, внешности, поступков и сексуальности. Мужчина-бабайлан может вступать в романтические и сексуальные отношения с другими мужчинами, не подвергаясь осуждению со стороны общества. Сегодня лишь небольшое число филиппинцев исповедуют религии коренных народов.